# آنا تشاترتون
آنا تشاترتون هي كاتبة مسرحية كندية، ولدت في 27 فبراير 1975.